# Dwayne Cameron
Dwayne Cameron (nació en el 28 de octubre, de 1981) es un actor de Nueva Zelanda. Estudió en la O'Grady's Drama Academy en Nueva Zelanda. Sus intereses principales son la pintura, el dibujo, la fotografía y la actuación. Tras las clases de teatro y apariciones en numerosos spots publicitarios, empezó a intervenir en algunas series de televisión, hasta que le llegó su papel protagonista con 17 años en "La Tribu". En 2002 con 20 años decidió centrarse en sus estudios universitarios y dejar de lado sus enfrentamientos con Cloud 9 y su papel de Bray en la serie. Su experiencia en la televisión incluye papeles en "Amazon High", "One of Them", "Mercy Peack" y "Street Legal". Y también destaca su aparición en la película de terror "The Locals" (Viaje Tenebroso) dando vida a Paul. Actualmente vive en Los Ángeles, EE. UU. compaginando la actuación y su pasión por la pintura.

## Filmografía

### Películas y cortos
- Whites Beach (2012).... Hombre
- Holding The Sun (2012).... Matthew Archview
- A Dream (2012).... Acusado
- The Last Stop (2012).... John
- Curry Munchers (2010).... Connor
- Arresting Love (2010).... Detective Joshua King
- Bruised (2010).... Josh
- The Puzzle (2010).... (Desconocido)
- No Destination (2007).... Troy
- Cockle (2005).... Cockle
- The Locals (Viaje Tenebroso) (2003).... Paul
- Possum Hunter (2000).... Rob
- One of Them (1998).... Rusty

### Trabajo en Televisión
- "Legend of the Seeker" (2009)
  - - Fury (2009).... Kur
- "La Secta" (2009).... Nathan Lewis
- "Shortland Street" (2008).... Lindsay Reynolds
- "Power Rangers Operation Overdrive" (2007).... Tyzonn
- "Power Rangers S.P.D." 
  - - Idol (2005).... Dru Harrington, (voz).... Giganis
- "Power Rangers Dino Thunder"
  - - Bully for Ethan (2004).... Derrick
- "Love Bites" (2002)
  - - Men Are from Mars, Ben Is from Venus.... Barman John
- "Street Legal" (2002).... James Peabody
- "Mercy Peak" (2001).... Gus Van der Velter
- "Dark Knight" (2000)
  - - Thunderknight.... Mordred
- "La Tribu" (1999).... Bray
- "A Twist in the Tale" 
  - - Jessica's Diary (1999).... Chris
- Amazon High (1997).... Leon